# Anthony Knivet
Anthony Knivet (c. 1560 – c. 1649) foi um aventureiro inglês que esteve no Brasil Colonial acompanhado por piratas, tendo sido abandonado no país, entre índios e colonos. Knivet deixou um relato escrito sobre sua viagem.  

## Vinda ao Brasil
Knivet acompanhou o corsário Thomas Cavendish em sua segunda viagem à América (1591), em plena guerra entre Inglaterra e Espanha. Com isso, participou do ataque à vila de São Vicente e, após uma viagem trágica ao Rio da Prata, foi capturado pelos portugueses.
Fez três tentativas de fuga, e em uma delas chegou a Angola, de onde Salvador Correia de Sá (governador-geral do Brasil) mandou-o resgatar. Nas outras fugas, teria vivido longos meses entre os tupinambás, aprendendo sua língua. Foi um dos poucos a considerar desfavoravelmente o comportamento dos europeus na América, incitando os índios a reagirem contra os portugueses que, segundo ele, era "gente capaz de crueldade sanguinária". Foi levado a Lisboa, em 1599 pela família de Salvador Correia de Sá, onde viveria como seu escudeiro.
No seu relato é, pela primeira vez, mencionado o vilarejo de Paraty, no Rio de Janeiro, em 1597. Foi provavelmente a primeira pessoa nas Américas a se utlizar de escafandro. Era uma vestimenta rudimentar de couro recoberto de graxa e piche para impermeabilização. O capacete era muito grande, revestido de piche e com um grande 'nariz' onde foram colocados três balões de ar. Usou-o, e quase morreu, para tentar resgatar peças de artilharia que haviam afundado no mar.

## Seus escritos
Em 1602 ainda estava em Lisboa e acabou rumando depois para a Inglaterra, onde publicou o livro The admirable adventures and strange fortunes of Master Anthony Knivet, which went wich Master Thomas Cavendish in his second voyage to the South Sea, publicado em 1625, no volume 4 da coleção de relatos de viagem Hakluytus postumus or Purchas his pilgrimes. A primeira edição brasileira dessa obra só apareceu em 1878, na revista do Instituto Histórico e Geográfico Brasileiro, tendo por base uma tradução holandesa de 1706.
Sobre os portugueses da época, ele afirmou nos seus escritos:
“Preferi colocar-me nas mãos da piedade bárbara dos selvagens devoradores de homens do que da crueldade sanguinária dos portugueses cristãos.”
Existem outros relatos sobre as aventuras de Knivet no Brasil, entre eles uma carta de próprio punho de Thomas Cavendish, com o título: “O discurso de master Thomas Cavendish sobre sua fatal e desastrosa viagem ao mar do Sul, com seus infortúnios no estreito de Magalhães e em outros lugares, escrita por seu próprio punho a sir Tristam Gorges, seu executor”.
Na tomada da Ilha Grande (1591), escreveu: "…Nossos homens brigavam por comida como judeus e não cristãos…"